# Aston Martin 2-litre Speed
Per 2-litre Speed si intende una serie di autovetture prodotte dalla Aston Martin dal 1936 al 1939.
Questa serie era composta da tre modelli, A-type, B-type e  C-type. Le tre vetture avevano in comune il telaio. Vennero impiegate in diverse competizioni anche dopo la seconda guerra mondiale. La A-type e la B-type furono prodotte dal 1936 al 1938, mentre la C-type venne assemblata nel 1939.
Le vetture avevano installato un motore a quattro cilindri in linea da 2 L di cilindrata.